# مطار خوتان كونغانغ
مطار خوتان كونغانغ (بالأويغورية: خوتەن ئايرودرومى)‏(إياتا: HTN، إيكاو: ZWTN) يقع في مدينة خوتان في جمهورية الصين الشعبية. يقع المطار على ارتفاع 4672 قدمًا (1424 مترًا) فوق مستوى سطح البحر. لديه مدرج واحد مخصص 11/29 بسطح خرساني يبلغ 3200×50 مترًا (10.499 قدمًا × 164 قدمًا) ، لدى جيش التحرير الشعبى الصينى لديه طائرات متمركزة هنا ويستخدم المنشأة لاختبار مقاتلات الجيل القادم.
صنف مطار خوتان في المرتبة الثالثة والثمانون في الصين من حيث عدد الركاب عام 2011 وفقًا لإدارة الطيران المدني في الصين، حيث تعامل مع 359،040 راكب، وبلغ إجمالي حركة الطائرات (القادمة والمغادرة) 3،236 طائرة وقد بلغت كمية البضائع المنقولة عبر المطار 1،270 طن.

## شركات الطيران والوجهات

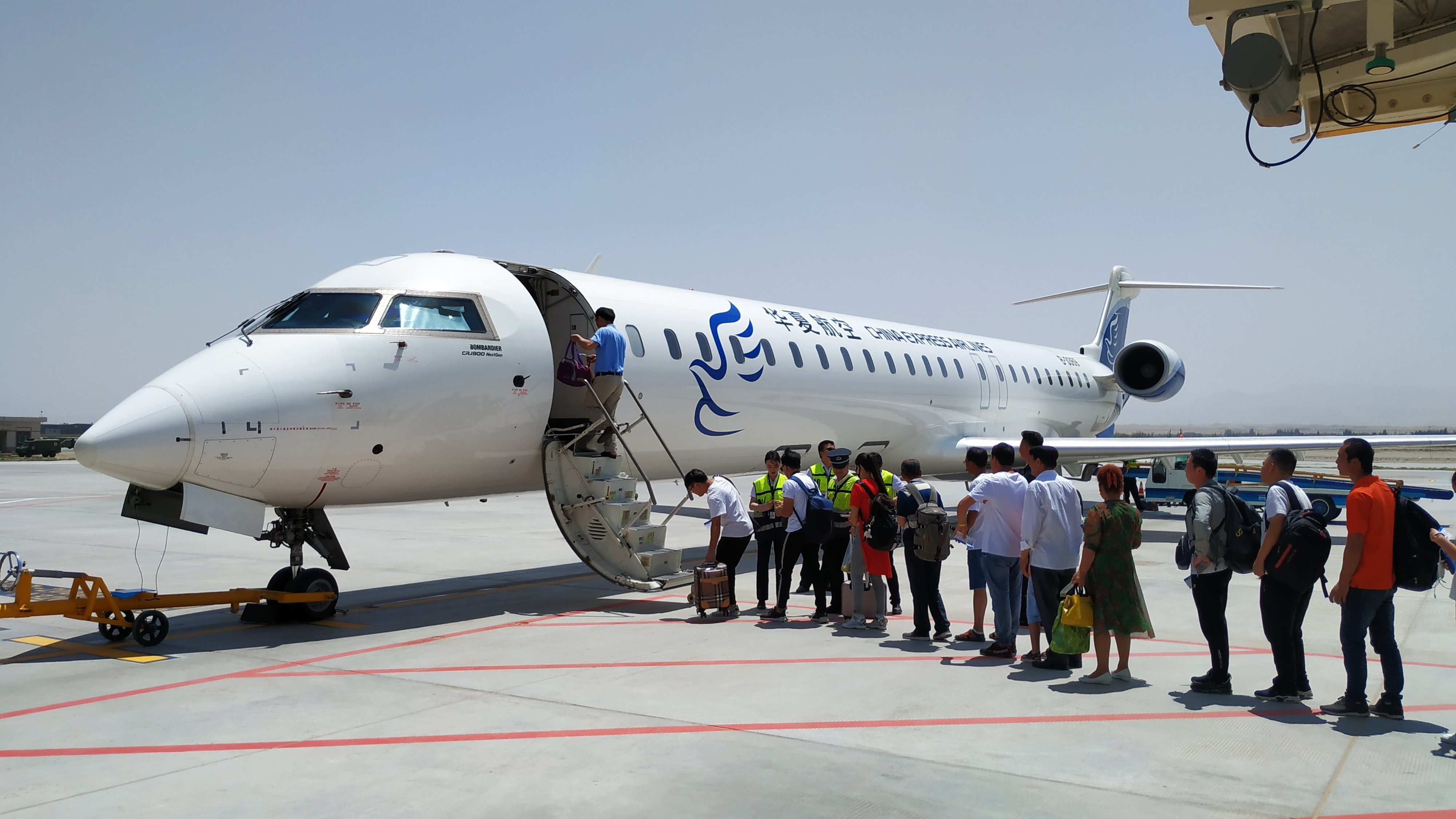
طائرة Crj-900 في مطار هوتان.

| شركـات طيـران          | الوجهات |
| ---------------------- | --- |
| طيران الصين            | مطار تشنغدو شوانغليو الدولي، مطار أورومتشي ديوبو الدولي |
| خطوط شرق الصين الجوية  | مطار حيفي شينكياو الدولي، مطار شيان شيانيانغ الدولي |
| طيران الصين اكسبرس     | مطار كاراماي، مطار كورلا، مطار كوغا كويشي، مطار شياجي، مطار ينينغ                                                                                          |
| خطوط جنوب الصين الجوية | مطار أقسو هونغكيبو، مطار تشنغدو شوانغليو الدولي، مطار كاشغر الدولي، مطار كورلا، مطار أورومتشي ديوبو الدولي، مطار شيان شيانيانغ الدولي، مطار تشنغتشو الدولي |
| Qingdao Airlines       | مطار تشانغشا هوانغوا الدولي، مطار لانتشو تشونغ تشوان |
| خطوط شانغهاي الجوية    | مطار أورومتشي ديوبو الدولي |
| خطوط تيانجين الجوية    | مطار أورومتشي ديوبو الدولي |
| طيران التبت            | مطار نغاري غونشا، مطار شينينغ الدولي |
| أورومتشي للطيران       | مطار تشنغدو تيانفو الدولي، مطار لانتشو تشونغ تشوان، مطار أورومتشي ديوبو الدولي                                                                             |